# Великий Гэтсби (фильм, 2000)
«Великий Гэтсби» (англ. The Great Gatsby) — британско-американский драматический телефильм 2000 года, четвёртая по счёту экранизация одноимённого романа Скотта Фицджеральда.

## Сюжет
Ник снимает на лето виллу на берегу бухты, на противоположной стороне которой живут миллионеры. Однажды он замечает человека, который подходит к берегу и задумчиво смотрит на зелёный фонарь, горящий на противоположной стороне бухты.

## В ролях
- Мира Сорвино — Дэйзи Бьюкенен
- Тоби Стивенс — Джей Гэтсби
- Пол Радд — Ник Кэррауэй
- Мартин Донован — Том Бьюкенен
- Фрэнси Свифт — Джордан Бейкер
- Хезер Голденхерш — Миртл Уилсон
- Мэтт Мэллой — Клипспрингер
- Билл Кэмп — Уилсон
- Ришар Жютра
- Джерри Грэйсон

## Номинация
Фильм был номинирован на премию Ассоциации Online Film & Television за лучший дизайн костюмов в телефильме или мини-сериале, но проиграл мини-сериалу «Жизнь с Джуди Гарлэнд»